# Seidai Miyasaka
| Odkryte planetoidy: 4 (wspólnie z Hiroshim Abe) | Odkryte planetoidy: 4 (wspólnie z Hiroshim Abe) |
| ----------------------------------------------- | ----------------------------------------------- |
| (7097) Yatsuka                                  | 8 października 1993                             |
| (7837) Mutsumi                                  | 11 października 1993                            |
| (8099) Okudoiyoshimi                            | 8 października 1993                             |
| (58622) Setoguchi                               | 2 listopada 1997                                |

Seidai Miyasaka (jap. 宮坂正大 Miyasaka Seidai; ur. 1955) – japoński astronom. Wspólnie z Hiroshim Abe odkrył 4 planetoidy. W uznaniu jego pracy jedną z planetoid nazwano (3555) Miyasaka.